# Melitaea brussaensis
Melitaea brussaensis är en fjärilsart som beskrevs av Curt Eisner 1942. Melitaea brussaensis ingår i släktet Melitaea och familjen praktfjärilar. Inga underarter finns listade i Catalogue of Life.